# 秦山核电站
秦山核电站位于中华人民共和国浙江省嘉兴市海盐县秦山街道，是中国大陆建成的第一座核电站，在经过多次扩建后，现已发展成一处大型核电基地。

## 概述
秦山核电站濒临东海杭州湾，并且邻近上海、杭州等特大城市。在秦山核电站所在的浙江省目前有两座可为核电站安全稳定运行提供配套的抽水蓄能电站——天荒坪和桐柏。天荒坪抽水蓄能电站位于浙江省安吉县，安装6台30万千瓦发电机组，总装机容量180万千瓦。桐柏抽水蓄能电站位于浙江省天台县，安装4台30万千瓦发电机组，总装机容量120万千瓦。
目前秦山核电站的总装机容量为654.6万千瓦，已成为中国一处大型的核电基地。

### 秦山一期
秦山一期核电项目肇始于1970年2月8日周恩来视察上海，对上海市委提出要在核能源利用方面多点做贡献。上海市委遵照周恩来指示组建了上海728工程领导小组。领导小组正副组长为马天水（华东局科委原主任）和许言，组员有上海警备区、机电一局、冶金局、化工局主要负责人，设办公室主持日常工作，办公室主任朱东根。选择了当时国际上公认熔盐反应堆先进方案，由二机部、国防科委上报国务院。
1970年9月周恩来主持中央专门委员会审定后开展初步设计，周恩来提出“安全、适用、经济、自力更生”和“不污染国土、不危害人民”原则方针。这一堆型通过近一年的实践碰到很多问题无法克服，推倒原方案重新选择反应堆类型。
1971年8月，朱胜得任728工程领导小组办公室主任。1971年9月，2.5万千瓦熔盐试验堆核电站方案的厂址选在安徽省宁国县。从1971年9月到1972年2月，728工程在各个科研单位、设计单位布置的148项定点研制机器、仪表、仪器计划全面收尾，总共耗资工程款800多万元。聘请了二机部第二设计院副总工程师欧阳予、六机部核动力研究所总工彭士禄担任总设计师，至1972年10月初步确定采用压水堆型技术路线，制定了15万千瓦和30万千瓦二个规模方案。15万千瓦方案在设备制造上稍增加一些条件可以拿下，属于保守型；30万千瓦方案要增加较多投资，设备制造厂超过现有制造极限，同时厂房制造设备增添较多，属于“跳一跳”能摘下果实更具挑战性质，但是对今后核电全产业链有巨大长远利益。计划开工5年后完成基建并网发电。上海市抽调技术人员组成了“728工程设计队”，抽调电厂行政、技术人员组成了“728工程建厂筹建处”。
1974年1月初，728工程初步完成了堆型筛选报告、规模供选的二个设计方案、设备制造厂的调研报告，厂址（站）初选方案。通过了六机部核动力工程专家的技术评审。1974年2月由二机部、国防科委上报总理办公室、中央专门委员会。1974年3月，上海市调艾丁任728工程领导小组办公室主任，朱胜得为副主任。
1974年3月31日下午在北京人民大会堂上海厅召开中央专门委员会会议，研究讨论上海市申报的核电站建设报告，批准了此项目，采用30万千瓦压水堆方案，厂址定在浙江富阳县富春江畔长山弄，建设资金由国家财政投资，列为国家重点项目，由国家计委平衡资金，国防科委督促二机部归口，上海负责落实建设。1975年春节前，国家计委拨付了728工程设备制造费和扩大厂房基建资金。1975年9月下旬，浙江省省委书记谭启龙提出富阳江下游约有2700万人口使用富春江水，请728工程再慎重研究。
1975年10月扩大初步设计完成。1978年2月，30万千瓦压水堆核电厂厂址选在江苏省江阴县。1980年9月初选浙江省海盐县秦山、长山两处的海边。使用海水作为外冷却回路，在设备制造、材料使用上，难度大些、成本高一点。经两年勘查，1982年11月，国家经济委员会批准秦山厂址。
在起初的规划中，秦山核电站一期仅具有试验性质，它采用了当时国际上成熟的压水型反应堆技术，建设单台30万千瓦发电机组，并由中国自主承担整个电站的设计、建造、设备提供和运营管理工作。一期工程由中华人民共和国核工业部主导推进，业主秦山核电公司，总体和一回路设计单位上海核工程设计研究院，二回路设计单位华东电力设计院，海水、淡水取、排水设计单位上海市政设计院，海堤勘察设计单位浙江省钱塘江工程管理局，施工单位中核建公司，装备主制造商上海电气集团，压力容器日本三菱，RER700型轴密封主泵为德国凯士比公司（KSB）设计制造，堆内构件由上海第一机床厂制造，磁力提升式控制棒驱动机构由上海先锋电机厂制造，蒸汽发生器由上海锅炉厂制造，饱和汽轮机由上海汽轮机厂同美国西屋电气公司联合设计。1983年10月完成初步设计。1985年6月1日破土动工。1985年5月20日浇捣第一罐混凝土，开始全面施工。1991年12月15日零时15分首次实现并网发电，成为当时中国大陆投产的唯一核电机组。机组在测试运行了两年之后，1993年12月达到设计的年发电能力。1994年4月正式投入商业运营。1995年7月通过国家竣工验收。年发电量17亿千瓦时。
主系统为2条环路，每条环路有蒸汽发生器和主循环泵1台，2条环路共用1台稳压器。
2021年11月5日，国家能源局批准了1号机组延续运行，有效期至2041年12月15日。

### 秦山二期
二期工程依然由中国自主承担设计、建造和运营任务，采用压水反应堆技术，安装4台60万千瓦发电机组。1986年1月18日经国务院常务会议决定建造，1987年立项。1、2号机组先后于1996年6月2日、1997年3月23日开工，分别于2002年4月15日、2004年5月3日投入商业运行。业主单位核电秦山联营有限公司，由中国核工业集团公司、浙江省电力开发公司、申能（集团）有限公司、江苏省国信资产管理集团有限公司、国家电力公司华东公司和安徽省能源集团有限公司共同持股。一回路100D封式主泵由西班牙马利诺核设施有限公司（Equipos nucleares S.A.），简称恩萨（ENSA），依据美国西屋公司1995年的设计标准而制造。每台机组配置两套一回路系统。600兆瓦机组的蒸汽发生器就是西班牙ENSA公司制造；反应堆上方的环形起重机是西班牙BWE公司制造，有190T与5T两种起重钩。
秦山二期核电站扩建（3、4号机组）主体工程于2006年4月28日开工，分别于2010、2011年底并网。

### 秦山三期
三期工程由中国和加拿大政府合作，采用加拿大提供的加拿大重水铀反应堆(CANDU)的重水反应堆技术，建设两台70万千瓦发电机组，于2003年建成。
每台机组安装两台蒸汽发生器，四台主泵。

## 反应堆数据
| 机组名称    | 类型 | 型号    | 净功率 | 总功率 | 热功率   | 始建       | 初次临界   | 并网       | 商转       | 注记   |
| ----------- | ---- | ------- | ------ | ------ | -------- | ---------- | ---------- | ---------- | ---------- | ------ |
| 一期        |      |         |        |        |          |            |            |            |            |        |
| 秦山1号     | PWR  | CNP-300 | 308 MW | 330 MW | 966 MWt  | 1985-03-20 | 1991-10-31 | 1991-12-15 | 1994-04-01 | [ 5 ]  |
| 二期        |      |         |        |        |          |            |            |            |            |        |
| 秦山二期1号 | PWR  | CNP-600 | 610 MW | 650 MW | 1930 MWt | 1996-06-02 | 2001-11-15 | 2002-02-06 | 2002-04-15 | [ 6 ]  |
| 秦山二期2号 | PWR  | CNP-600 | 610 MW | 650 MW | 1930 MWt | 1997-04-01 | 2004-02-25 | 2004-03-11 | 2004-05-03 | [ 7 ]  |
| 秦山二期3号 | PWR  | CNP-600 | 619 MW | 660 MW | 1930 MWt | 2006-04-28 | 2010-07-13 | 2010-08-01 | 2010-10-05 | [ 8 ]  |
| 秦山二期4号 | PWR  | CNP-600 | 619 MW | 660 MW | 1930 MWt | 2007-01-28 | 2011-11-17 | 2011-11-25 | 2011-12-30 | [ 9 ]  |
| 三期        |      |         |        |        |          |            |            |            |            |        |
| 秦山三期1号 | PHWR | CANDU 6 | 677 MW | 728 MW | 2064 MWt | 1998-06-08 | 2002-09-21 | 2002-11-19 | 2002-12-31 | [ 10 ] |
| 秦山三期2号 | PHWR | CANDU 6 | 677 MW | 728 MW | 2064 MWt | 1998-09-25 | 2003-01-18 | 2003-06-12 | 2003-07-24 | [ 11 ] |

## 组织结构
秦山核电站目前共有9台发电机组，总装机容量达到654.6万千瓦。在组织结构上，分为三个实体。
秦山核电站一期的业主为秦山核电公司，该公司的主要股东有中国核工业集团公司（100%）。
- 一期机组装机容量30万千瓦，1991年12月并网发电。
- 一期扩建工程2台100万千瓦机组（方家山核电站），为国家4万亿投资项目之一，总投资约460亿。

秦山核电站二期的业主为核电秦山联营有限公司，该公司的主要股东有中国核工业集团公司（50%）、浙江省电力开发公司（20%）、申能股份有限公司（12%）、江苏省国信资产管理集团有限公司（10%）、华东电网有限公司（6%）等。
- 二期1号机组装机容量60万千瓦，2002年2月并网发电。
- 二期2号机组装机容量60万千瓦，2004年3月并网发电。
- 二期3号机组装机容量60万千瓦，2010年10月并网发电。
- 二期4号机组装机容量60万千瓦，2011年12月并网发电。

秦山核电站三期的业主为秦山第三核电有限公司，该公司的主要股东有中国核工业集团公司（51%）、中国电力投资集团公司（20%）、浙江省电力开发公司（10%）、申能股份有限公司（10%）、江苏省国信资产管理集团有限公司（9%）。
- 三期1号机组装机容量70万千瓦，2002年11月并网发电。
- 三期2号机组装机容量70万千瓦，2003年6月并网发电。

## 圖片

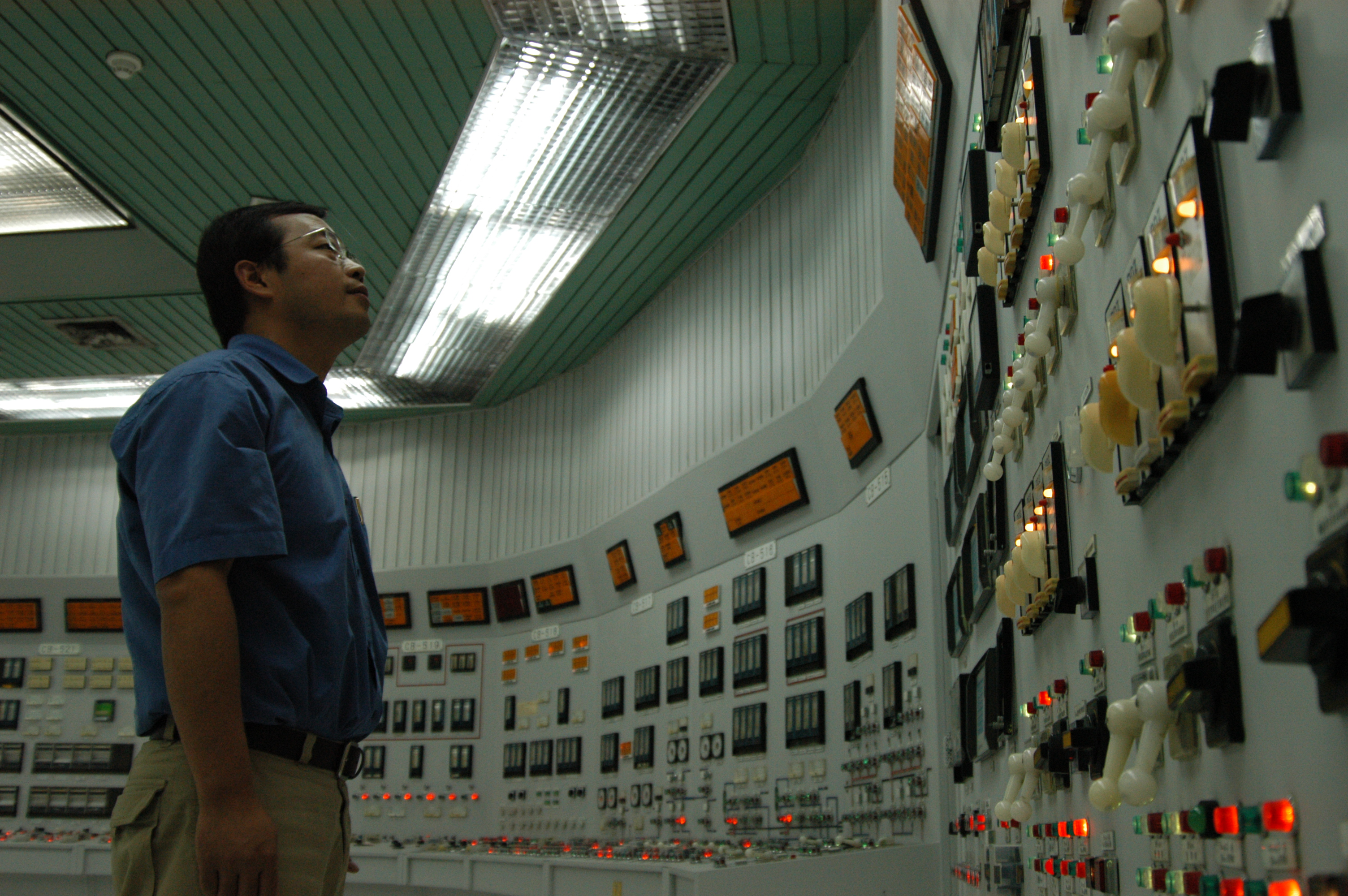
一期主控室
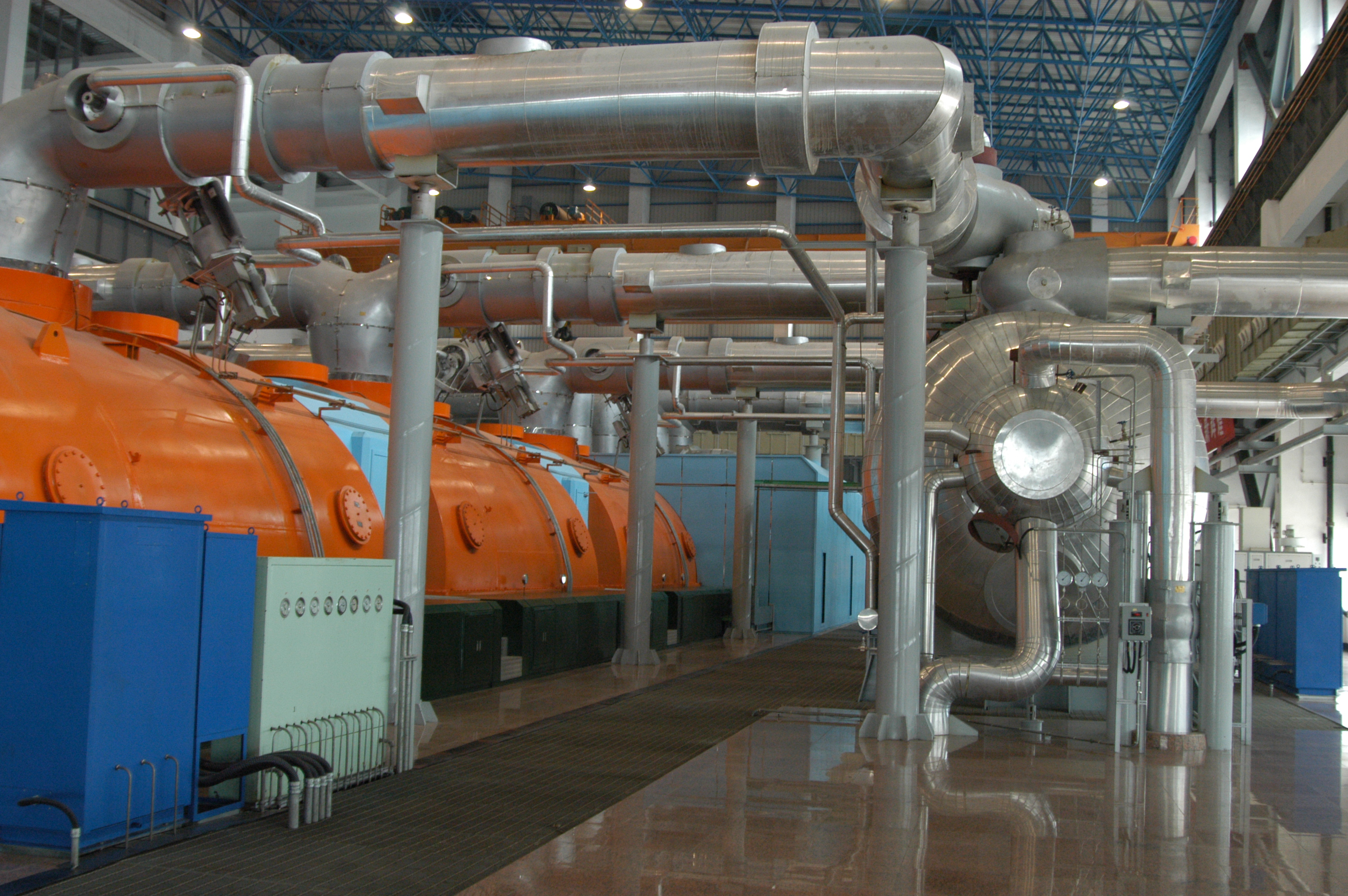
發電輪機

## 参見
- 中国核能产业
- 中国电站列表（英语：List of power stations in China） （英文）